# Aviación de ejército

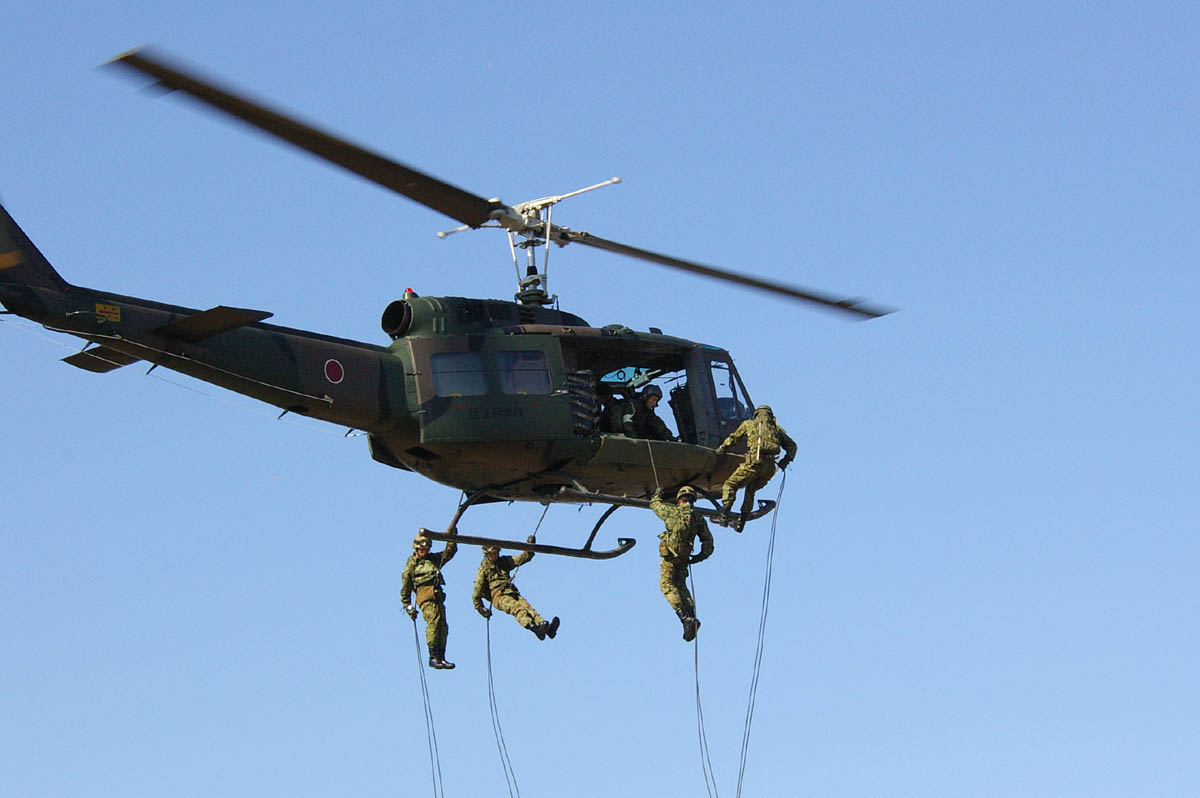
Soldados haciendo rapel desde un UH-1H de la Fuerza Terrestre de Autodefensa de Japón.

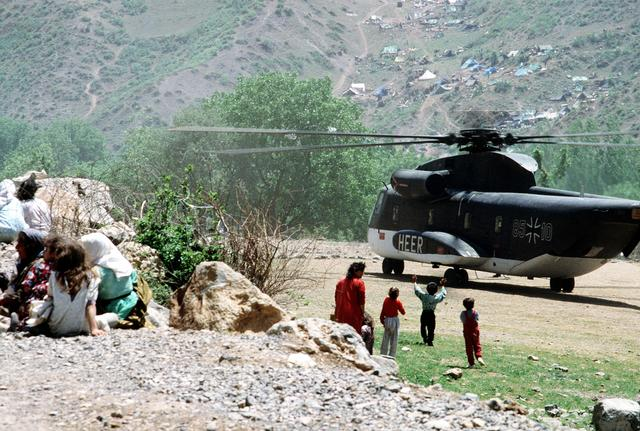
CH-53G del Cuerpo de Aviación del Ejército alemán en el Norte de Irak.

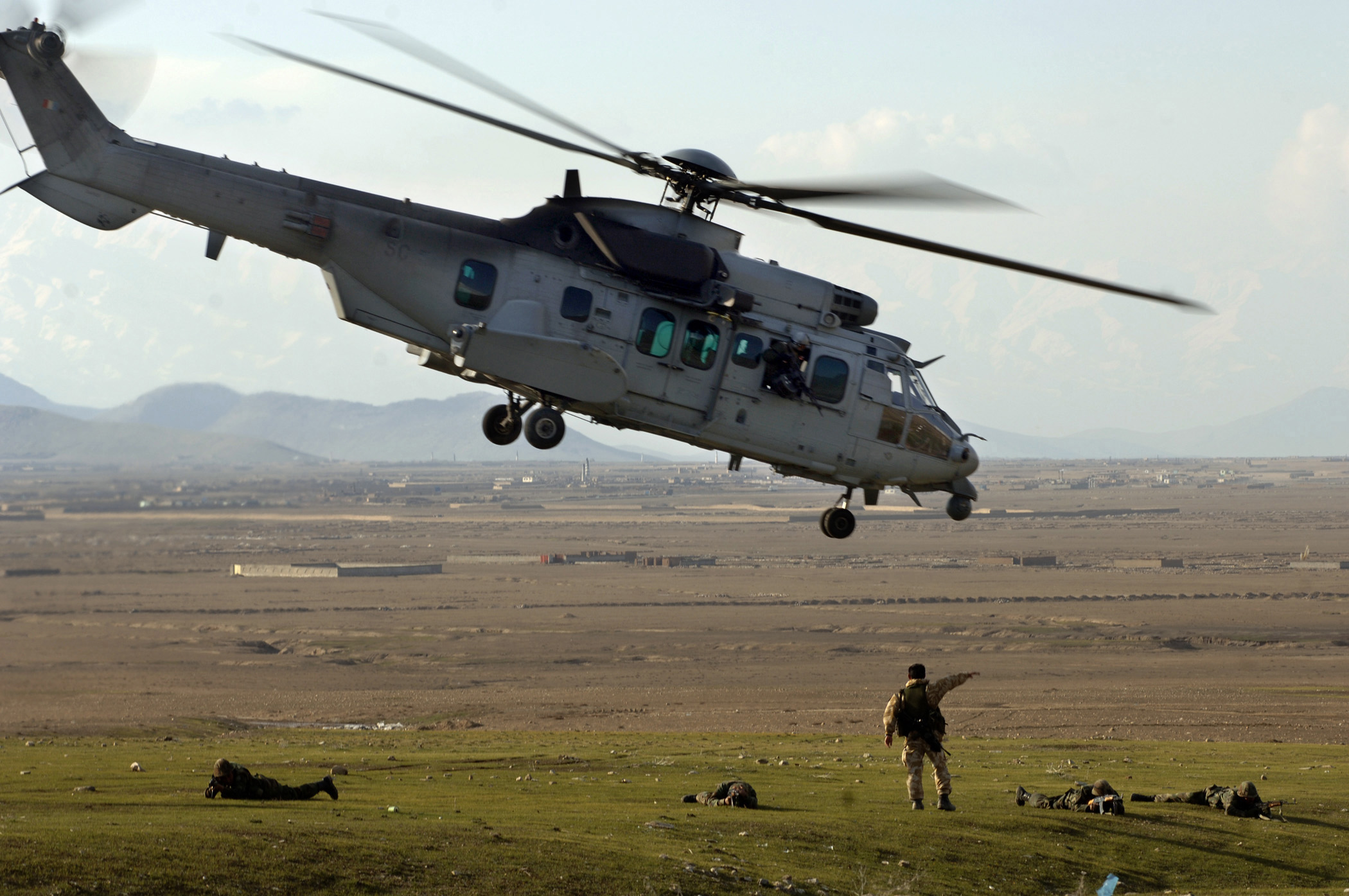
Eurocopter Cougar de la Aviación Ligera del Ejército Francés en Afganistán.

Aviación de ejército hace referencia a las unidades relacionadas con la aviación en un ejército de un país, también se denominan cuerpo aéreo. Por lo general esas unidades están separadas de la fuerza aérea del país, y suelen disponer de helicópteros y aviones ligeros de apoyo (en algunos países solo helicópteros).

## Tareas
Las tareas de las unidades de aviación de cada ejército varían ligeramente según el país. No obstante, algunas características generales se aplican a todas las unidades de aviación de ejército, independientemente de su procedencia.
- Logística militar y apoyo en el campo de batalla.
- Transporte táctico de personal y material.
- Misiones de asalto y combate antitanque.
- Búsqueda y rescate.
- Evacuación médica.
- Reconocimiento y apoyo de fuego en un equipo de armas combinadas.
- Vigilancia.
- Enlace.
- Entrenamiento de vuelo.
- Administración de desastres.

## Equipamiento
Con el fin de cumplir con sus múltiples tareas, la aviación de ejército usa helicópteros. Esos helicópteros pueden ser clasificados en los siguientes tipos:
- Helicópteros de ataque para realizar misiones de combate antitanque.
- Helicópteros armados para ofrecer apoyo aéreo cercano al Ejército de tierra.
- Helicópteros de transporte militar.
- Helicópteros de reconocimiento militar.
- Helicópteros utilitarios, aeronaves polivalentes, capaces de realizar diferentes misiones.
- Helicópteros de búsqueda y rescate  (SAR).
- Helicópteros de búsqueda y rescate de combate (CSAR).
- Helicópteros de evacuación de soldados caídos en combate (KIA).
- Helicópteros de evacuación médica (MEDEVAC).
- Helicópteros de entrenamiento militar.

## Componentes de aviación de ejército actuales y antiguos
- Aviación del Ejército Argentino.
- Aviación del Ejército Mexicano.
- Cuerpo Aéreo del Ejército (Army Air Corps).
- Cuerpo de Avición del Ejército (Alemania). (Heeresfliegertruppe)
- Cuerpo de Aviación del Ejército (India).
- Aviación del Ejército Australiano.
- Comando de Aviación del Ejército (Brasil) (Comando de Aviação do Exército).
- Brigada de Aviación del Ejército de Chile.
- Aviación del Ejército Nacional Colombiano.
- Aviación Ligera del Ejército de Tierra Francés (Aviation Légère de l’Armée de Terre).
- Servicio Aéreo del Ejército Imperial Japonés.
- Aviación del Ejército Indonesio.
- Aviación del Ejército Iraní.
- Aviación del Ejército (Italia) (Aviazione dell'Esercito).
- Aviación del Ejército Malayo.
- Unidad de Aviación Ligera del Ejército (Unidade de Aviação Ligeira do Exército).
- Fuerzas Aeromóviles del Ejército de Tierra.
- Aviación del Ejército de la República de Corea.
- Rama de Aviación del Ejército de los Estados Unidos.
- Aviación del Ejército Bolivariano de Venezuela (Aviación del Ejército de Venezuela).